# Saint-Jean-de-Muzols
 Saint-Jean-de-Muzols  là một xã ở tỉnh Ardèche, vùng Rhône-Alpes ở đông nam nước Pháp.